# Technische Hochschule Georg Agricola
Die Technische Hochschule Georg Agricola (THGA, früher u. a. FH Bergbau und TFH Bochum) ist eine staatlich anerkannte private Fachhochschule mit Sitz in Bochum. Sie wurde 1816 als Bergschule zur Ausbildung von Steigern und mittleren Grubenbeamten gegründet und entwickelte sich im 20. Jahrhundert zunächst zur Ingenieurschule und später zur Fachhochschule. Seit 1995 führt sie den Namen des Universalgelehrten und Bergbaupioniers Georgius Agricola.
Die THGA bietet heute 16 Bachelor- und Master-Studiengänge in den Bereichen Georessourcen und Verfahrenstechnik, Maschinenbau, Materialwissenschaften, Elektro- und Informationstechnik sowie Wirtschaftsingenieurwesen an. Im Wintersemester 2024/2025 waren 2.145 Studierende an der THGA eingeschrieben, von denen rund 41 % ein berufsbegleitendes Teilzeit-Studium absolvieren.
Ein Schwerpunkt der THGA liegt auf der Erforschung des Nachbergbaus.

## Geschichte

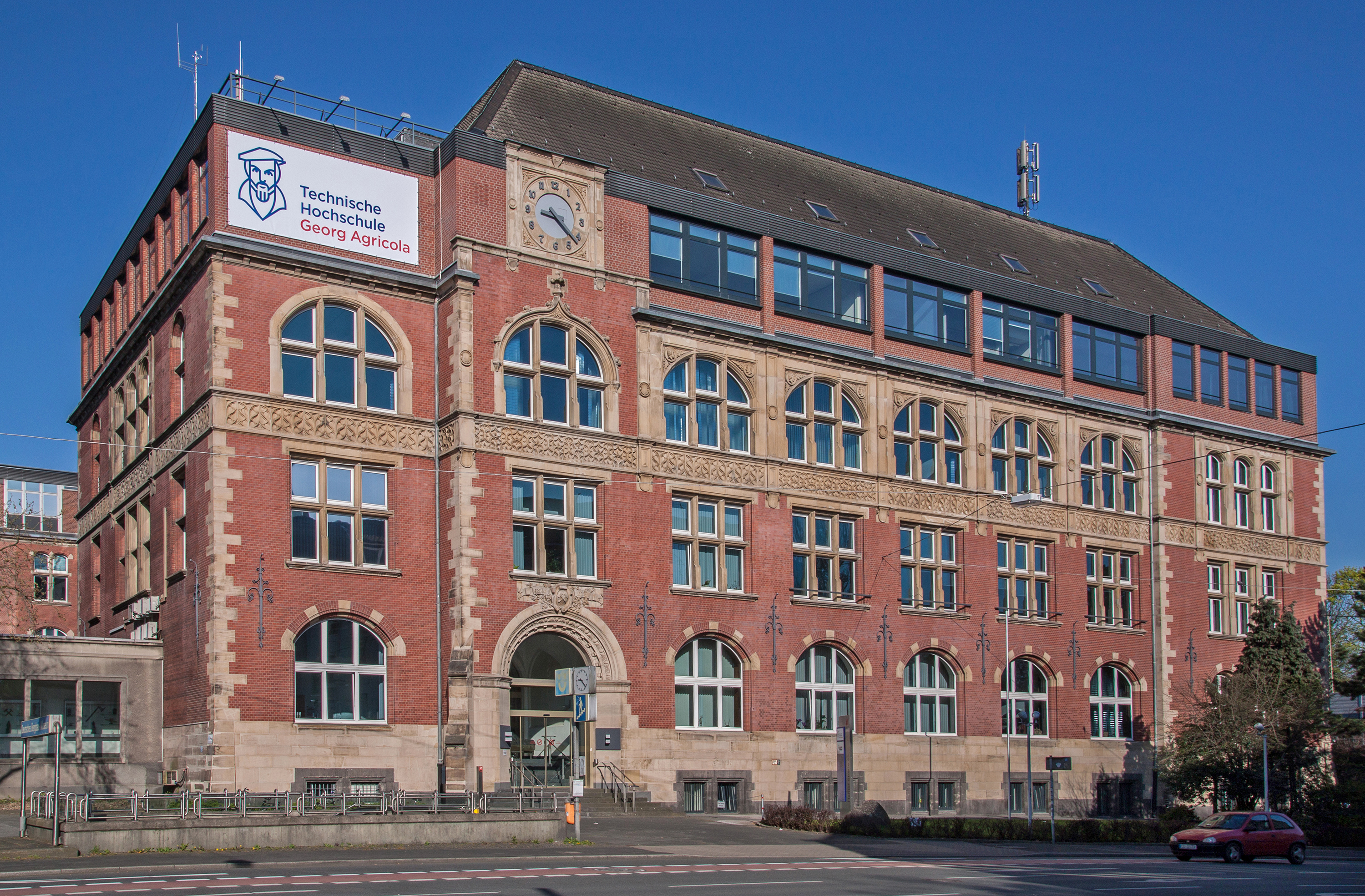
Hauptgebäude der THGA Bochum

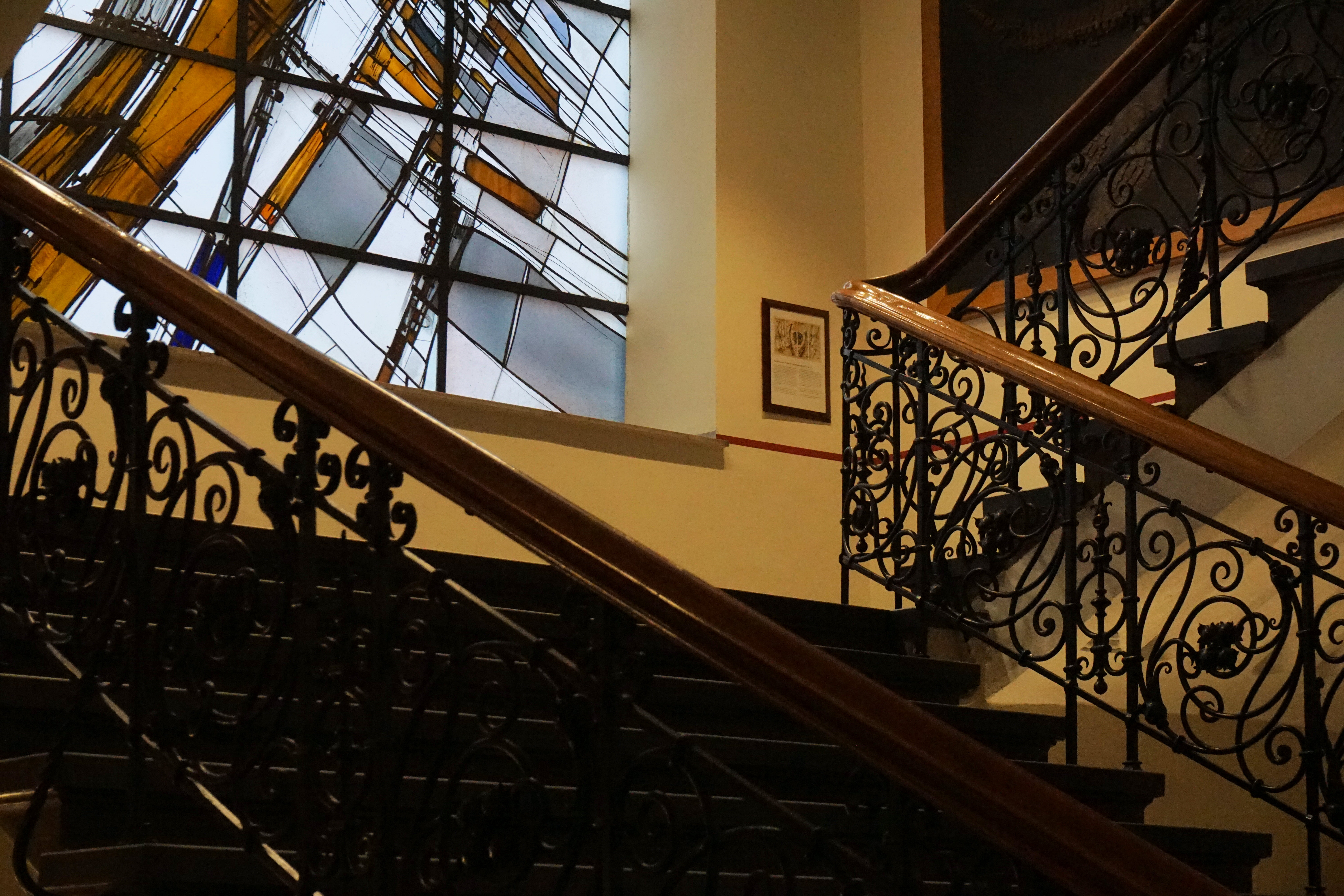
Treppenhaus der Hochschule „Georg Agricola“

Die heutige Hochschule wurde 1816 auf Anordnung des Preußischen Oberbergamtes als „Märkische Bergschule“ in Bochum gegründet. Ihre Aufgabe war es, Steiger und andere Grubenbeamte für den aufstrebenden Ruhrbergbau auszubilden.
1864 übernahm die neugegründete Westfälische Berggewerkschaftskasse (WBK) die Trägerschaft der Schule. Unter der Leitung von Hugo Schultz nahm die Bochumer Bergschule ab 1868 einen großen Aufschwung: Die Schülerzahl verdoppelte sich bis zur Jahrhundertwende auf über 100, so dass 1899 ein neues Schulgebäude bezogen wurde, das auch die Laboratorien der WBK-Forschungseinrichtungen aufnahm. Neben der Steigerausbildung übernahm die Bergschule damals weitere Aufgaben wie z. B. das Anfertigen von Flözkarten oder das Durchführen wissenschaftlicher Untersuchungen. Aus den wissenschaftlichen und technischen Sammlungen der Schule entstand 1930 das Deutsche Bergbau-Museum Bochum.
Nach dem Zweiten Weltkrieg wandelte sich das Ausbildungsprofil der Schule unter dem Eindruck der 1958 einsetzenden Kohlekrise: Während einerseits der Bedarf an klassisch ausgebildeten Bergleuten sank, stieg andererseits die Nachfrage nach höheren Qualifikationen. 1963 wurde die Bergschule daher zunächst zur Ingenieurschule für Bergwesen, 1971 folgte die Umwandlung zur Fachhochschule Bergbau (FH Bergbau).
Ehemaligen Absolventen der vormaligen Bergschule wurde 1971 die Berechtigung zum Tragen des Titels „Berg-Ingenieur grad.“ verliehen. Von 1981 an wurde den Absolventen ein Diplom ausgestellt, das sie zum Tragen der Bezeichnung „Diplom-Ingenieur“ berechtigte.
1995 wurde die bisherige FH Bergbau in Technische Fachhochschule Georg Agricola umbenannt. 2006 wurde eine neue Präsidialverfassung eingeführt, ein Jahr später wurden im Zuge der Bologna-Reformen sämtliche Diplomstudiengänge auf das gestufte Bachelor-Master-System umgestellt. Pläne der damaligen NRW-Landesregierung, die TFH mit der staatlichen Fachhochschule Bochum zu fusionieren, wurden nach Studentenprotesten 2012 abgewendet. Mit Unterstützung der RAG-Stiftung wurden das Forschungszentrum Nachbergbau gegründet und neue Studiengänge eingerichtet.
Aus Anlass des 200-jährigen Jubiläums im April 2016 erfolgte schließlich eine weitere Umbenennung in Technische Hochschule Georg Agricola.

## Organisation
Träger der Hochschule ist seit dem 1. Januar 1990 die DMT-Gesellschaft für Lehre und Bildung mbH (DMT-LB), die zusammen mit der Stadt Bochum auch das benachbarte Deutsche Bergbau-Museum unterhält. Die DMT-LB entstand 1990 als eine von zwei Tochtergesellschaften des Vereins Deutsche Montan Technologie für Rohstoff, Energie und Umwelt e. V. (DMT), der wiederum aus der Fusion der Westfälischen Berggewerkschaftskasse mit einer Reihe von ähnlichen Organisationen hervorging, um die Bildungs- und Forschungsaktivitäten des gesamten deutschen Steinkohlebergbaus zu bündeln.
Geleitet wird die THGA von einem sechsköpfigen Präsidium, dem neben der Präsidentin eine Vizepräsidentin für Haushalt und Verwaltung sowie drei Akademische Vizepräsidenten angehören, die jeweils einen Wissenschaftsbereich vertreten, aber auch für ein übergreifendes Aufgabengebiet (Studium, Forschung, Hochschulentwicklung) zuständig sind.

## Wissenschaftsbereiche und Studienangebot
Die THGA gliedert sich in drei Wissenschaftsbereiche, die derzeit insgesamt neun Bachelor- und sieben Master-Studiengänge anbieten. Studium und Lehre sind praxisnah ausgerichtet; rund 80 Prozent der Abschlussarbeiten behandeln ein Thema aus dem Unternehmensumfeld. Die meisten Studiengänge können auch berufsbegleitend studiert werden. Die Masterstudiengänge können seit 2018 zusätzlich mit dem Titel „Europa Ingenieur“ (EUR ING) abgeschlossen werden.

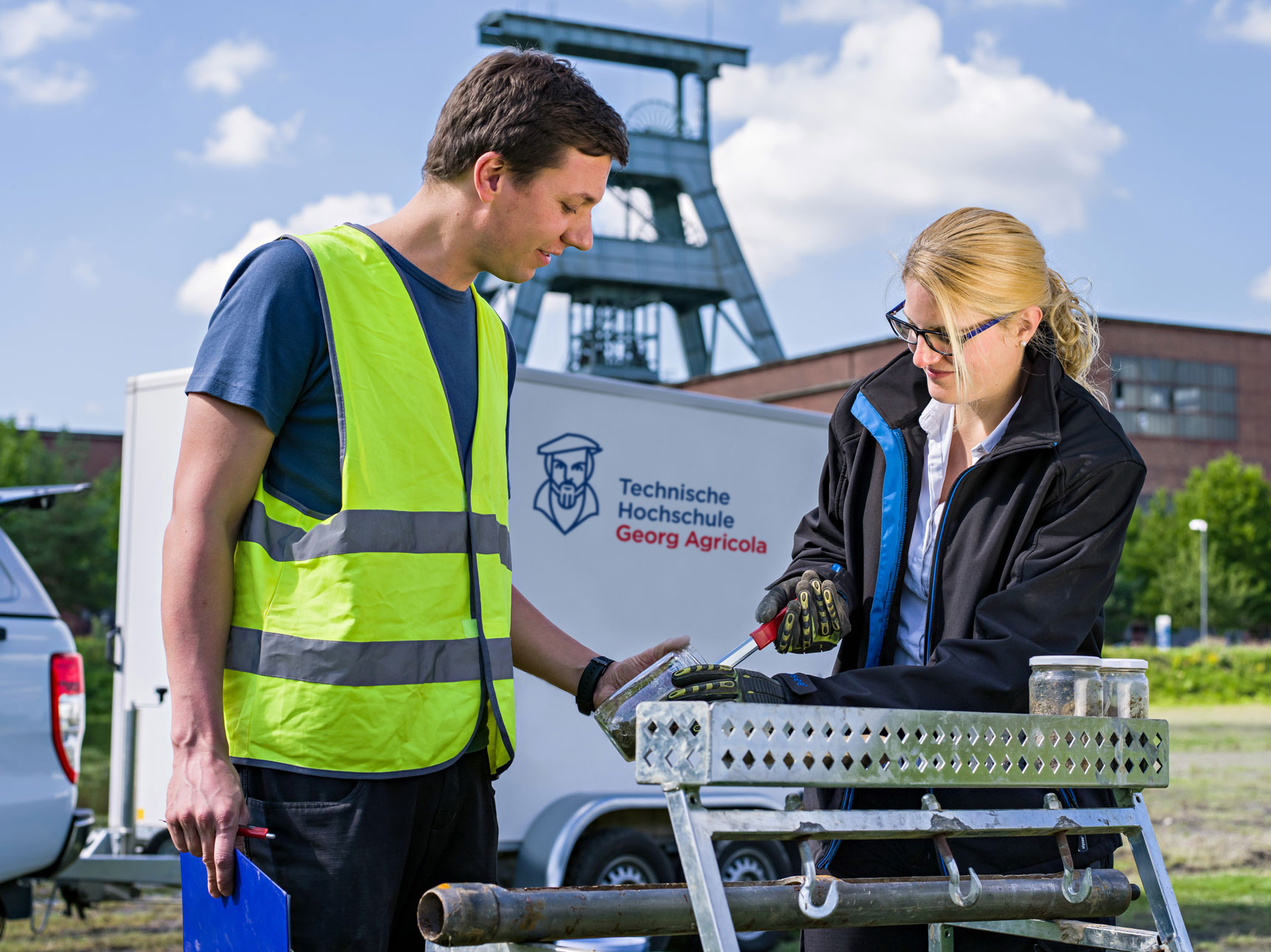
Ingenieurstudenten am Forschungszentrum Nachbergbau

WB1: Georessourcen und Verfahrenstechnik
Bachelor-Studiengänge
- Geotechnik und Angewandte Geologie, Bau- und Umweltgeotechnik (B. Eng.)
- Rohstoffingenieurwesen und nachhaltiges Ressourcenmanagement (B. Eng.)
- Verfahrenstechnik (B. Eng.)
- Vermessungswesen (B. Eng.)

Master-Studiengänge
- Geoingenieurwesen und Nachbergbau (M. Eng.)
- Mineral Resource and Process Engineering (M. Sc.)

WB2: Maschinenbau und Materialwissenschaften
Bachelor-Studiengänge
- Angewandte Materialwissenschaften (B. Eng.)
- Maschinenbau (B. Eng.)

Master-Studiengang
- Maschinenbau (M. Sc.)
- Material Engineering and Industrial Heritage Conservation (M. Sc.)

WB3: Elektro-/Informationstechnik und Wirtschaftsingenieurwesen
Bachelor-Studiengänge
- Elektro- und Informationstechnik (B. Eng.)
- Informationstechnik und Digitalisierung (B. Eng.)
- Wirtschaftsingenieurwesen[13] (B. Eng.)

Master-Studiengänge
- Betriebssicherheitsmanagement (M. Sc.)
- Elektro- und Informationstechnik (M. Eng.)
- Wirtschaftsingenieurwesen (M. Sc.)

## Forschungszentrum Nachbergbau

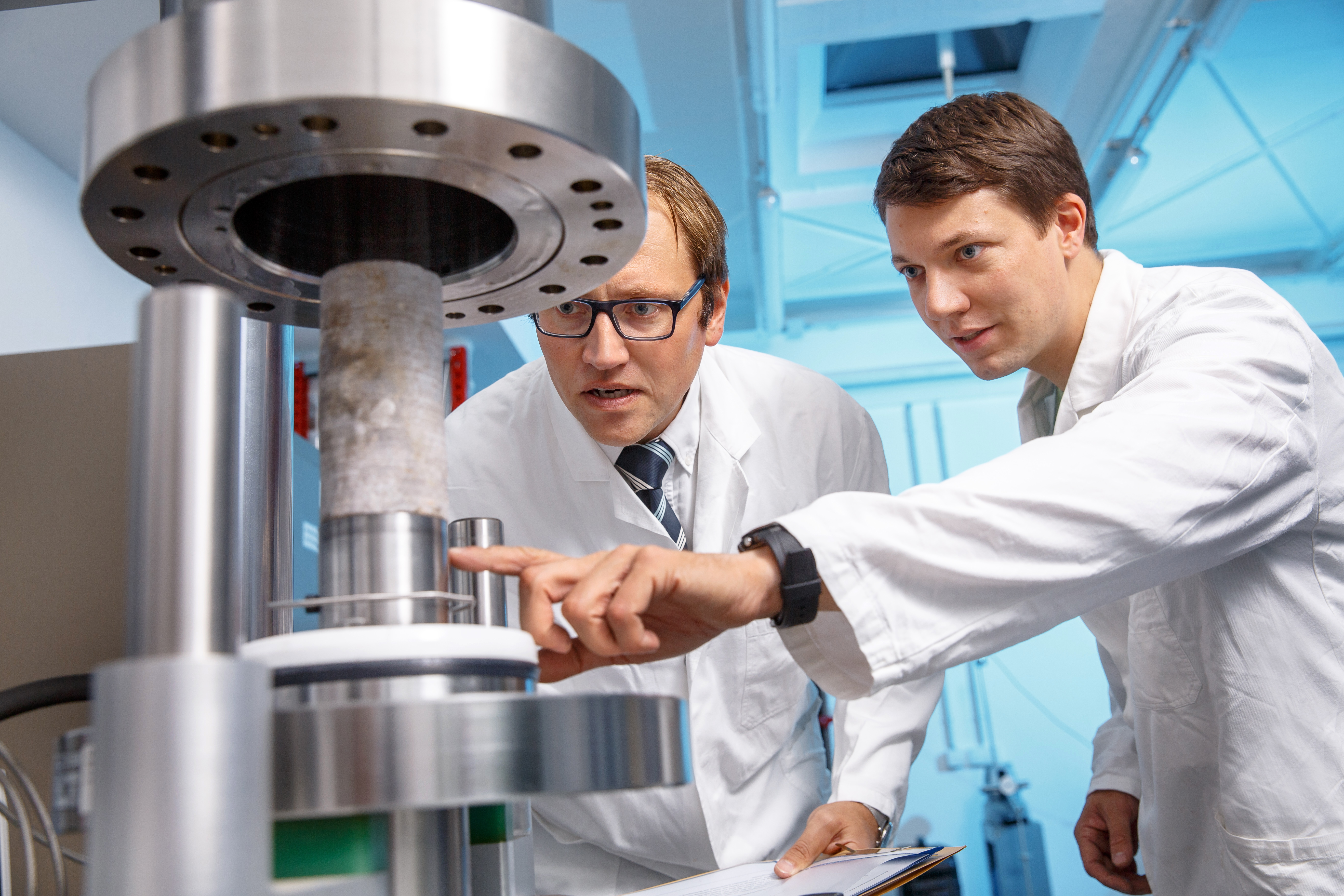
Bohrkernprüfung in einem FZN-Labor

Das Forschungszentrum Nachbergbau (FZN; engl. Research Institute of Post-Mining) wurde 2015 mit finanzieller Unterstützung der RAG-Stiftung gegründet und wird aus Landes- und EU-Mitteln gefördert. Als bisher weltweit einziges Forschungszentrum seiner Art forscht es zu den sogenannten Ewigkeitsaufgaben des Steinkohlenbergbaus (Grubenwassermanagement, Sanierung stillgelegter Bergwerke), zur Umnutzung einstiger Bergbauflächen für Gewerbe- und Erholungszwecke und zu den Entwicklungspotentialen ehemaliger Bergbaureviere. Dazu gehört auch die Entwicklung moderner Monitoringsysteme für Bergbaufolgen, etwa durch spezielle Tiefseesonden und Fernerkundungsdaten. In einer eigenen Datenbank soll das gesammelte Wissen aus Bergbau und Nachbergbau zugänglich gemacht werden. Das interdisziplinäre Team setzt sich aus Experten aus Bergbau, Geologie, Geotechnik, Hydrogeologie, Elektro- und Informationstechnik sowie Markscheidewesen zusammen.
Für Studierende wird der weltweit bisher einzigartige Master-Studiengang Geoingenieurwesen und Nachbergbau angeboten, eine Kombination aus Naturwissenschaft und Technik. Thematisch reicht das Spektrum des Studiengangs von der Gebirgsmechanik über Lagerstättenkunde bis hin zu Hydrologie, Vermessung und rechtlichen Fragen.
Wissenschaftlicher Leiter des FZN ist Christian Melchers. Zudem verfügt das FZN über eine Professur für „Geomonitoring im Alt- und Nachbergbau“. Sie wird seit Mai 2019 von Tobias Rudolph besetzt.

## Kooperationen
Seit 2024 legt die Technische Hochschule Georg Agricola einen Schwerpunkt auf die Förderung internationaler Studierender, die  36,4 Prozent der Studierendenschaft ausmachen. Zur Unterstützung dieser Zielgruppe hat die Hochschule das Programm "FIT" (Förderung internationaler Talente) etabliert, das durch den Deutschen Akademischen Austauschdienst (DAAD) und das Bundesministerium für Bildung und Forschung gefördert wird. Das Programm begleitet internationale Studierende vom Studieninteresse bis zum Berufseinstieg in Deutschland. Zugleich ist die Hochschule Partner beim DAAD-Programm "VORsprung". Es bietet internationalen Studieninteressierten eine digitale Vorbereitung (vom Heimatland aus) auf ein naturwissenschaftlich-technisches Bachelorstudium in Deutschland.
Die Hochschule beteiligte sich von 2017 bis 2019 am nordrhein-westfälischen Landesprogramm „Karrierewege FH-Professur“, das der Qualifizierung von potenziellen Fachhochschulprofessorinnen und -professoren diente. Seit 2021 kooperiert die THGA im bundesweiten Bund-Länder-Programm „FH-Personal“ mit sieben Partnern. Im Rahmen des Projekts „Prof@THGA - Professors for the Future“ entwickelt die Hochschule Strategien weiter, die der Gewinnung und Qualifizierung professoralen Personals dienen. Das vom Bundesministerium für Bildung und Forschung geförderte Projekt (Förderkennzeichen 03FHP110) läuft von April 2021 bis März 2027.
Die THGA beteiligt sich zudem am Netzwerk UniverCity Bochum, das die Identifikation der Bochumer mit den wissenschaftlichen Einrichtungen der Stadt fördern soll. Zu dem Verbund gehören die acht Hochschulen der Stadt Bochum, das Akademische Förderungswerk (AKAFÖ), die Industrie- und Handelskammer (IHK) Mittleres Ruhrgebiet, das Deutsche Bergbau-Museum und die Bochum Marketing GmbH.